# 張剛毅
張剛毅（ちょう　ごうき、1907年1月23日—1997年3月20日）は、洗礼名をアントニオといい、著名な中国カトリック教会の神父である。その一生の業績は頗る伝奇的な傾向を帯び、特に、強制収容所の4000名の囚人の釈放、陝西省張二冊村での聖母巡礼地の創建と三原会議への支持で知られる。

## 少青年期
1907年1月23日、張剛毅は中国陝西省三原県西陽郷新城村のカトリックを信仰する家庭に生まれた。1925年、18歳の張剛毅は通遠坊小神学校に入学する1929年、張剛毅は陝南の安康神学校へ転入する。

## ローマ
陝西省のカトリック教会は当時イタリアのフランシスコ会が宣教を担当していた。1930年、張剛毅は選ばれてフランシスコ会のイタリア総本部へ送られ、学問への造詣を深めた。1932年に学び始めて1935年に初誓願を立て、1937年8月15日の聖母被昇天の祝日の日に、彼は司祭に叙階された。
1939年、第二次世界大戦が勃発した。1940年、教皇ピオ12世は張剛毅神父を選んで“国際犯罪者強制収容所”へ派遣し、4000名の米英等の連合国戦争捕虜の監獄チャプレンを担当した。1944年末、張剛毅は彼らが銃殺されるという情報を知り、独断で収容所の囚人を釈放した。1945年、張剛毅はナチスドイツ軍事法庭で死刑判決を受け、同年1月15日8時に銃殺刑が執行されることになった。刑に臨む前に、張剛毅神父は奇跡的に突然出現した連合国の空軍に救出される。その後、彼は変装してバチカンへ逃れ、そこで3ヶ月間隠れた後に戦争は終わった。
1947年、張剛毅神父はヨーロッパから中国に帰国し、首都南京で蔣介石の謁見を受け、“民族英雄”のメダルを授与された。張剛毅は帰国後、陝西省安康教区で宣教を担当した。1949年、中国大陸の政権が交代したので、彼は安康教区で宣教を続ける術がなくなり、故郷の三原教区に戻ることを余儀無くされた。1959年、張剛毅は教皇に忠実であり続け、天主教愛国会に加わることを望まなかったので、逮捕されて入獄し、労改（労働改造）に送られ、21年後の1980年になって、ようやく釈放された。

## 張二冊村
張剛毅は出獄後、陝西省高陵県張二冊村に来た。信仰の自由が回復した機会を利用し、村民の間で強力にカトリックの教えを広め、その村と近隣の村の村民の殆ど全部を熱心なカトリック教徒にし、女性信徒の間にフランシスコ女子修道会を成立させて、20人余りの修道女を養成して宣教を助けた。
1980年代初め、張剛毅は張二冊村で聖母巡礼活動を奨励した。当時、中国最大の新聞である《人民日報》に掲載された一篇の“迷信を取り除き、習慣を改めよう”と主張する報道文は陝西張二冊村を反面例証としたが、かえって張剛毅と張二冊村を全国で大いに有名にする結果となり、かなり多くの他地域のカトリック教徒が引き寄せられて、はるばる陝西張二冊村まで巡礼に訪れた。1990年代まで、張剛毅は毎年復活祭は当地の教会で荘厳ミサを司式した。

## 三原会議
1988年2月至5月20日、張剛毅は招きに応じてイタリアを訪問し、イタリア政府は彼が戦争捕虜を救ったことを感謝してメダルを贈った。
1989年11月21日、張剛毅が担当する陝西省高陵県張二冊村天主教堂で、中国大陸の教皇に忠実なカトリック教地下教会の司教と神父が、秘密裡に最初の会議を開催した。そして、中国大陸天主教主教団の成立を宣言し、82歳のカトリック保定教区司教范学淹（1907年—1992年）を団長に選出して地上教会（天主教愛国会）の中国天主教主教団と対抗した。張二冊村は三原教区に所属するので、この会議は三原会議と呼ばれている。会議後の1989年12月11日、張神父は公安機関に連行されて、拘留と審判を受け、1990年6月12日に釈放された。
1992年11月2日から1993年1月20日まで、張剛毅は再びイタリアを訪問し、教皇ヨハネ・パウロ2世から謁見と親密な抱擁を受けた。
1997年3月20日午前7時20分、張剛毅神父は張二冊村カトリック教会内の告解室内で世を去る。90歳であった。